# Coppa del Re 2021-2022
La Coppa del Re 2021-2022 (in spagnolo Copa del Rey) è stata la 120ª edizione del torneo. La competizione è iniziata il 17 novembre 2021 ed è terminata il 23 aprile 2022 con la vittoria del Betis.

## Formula del torneo
Nell'agosto 2020 l'assemblea della RFEF ha confermato il format della passata edizione e comunicato le date del calendario.
| Turno                | Sorteggio   | Data                     | Incontri | Squadre   | Dettagli |
| -------------------- | ----------- | ------------------------ | -------- | --------- | --- |
| Eliminatoria         | 28 ottobre  | 17 novembre              | 10       | 126 → 116 | Partecipano i campioni di ognuna delle 20 federazioni territoriali, accoppiati in base a criteri di vicinanza geografica |
| Primo turno          | 19 novembre | 30 novembre - 2 dicembre | 56       | 116 → 60  | Partecipano tutte le squadre, tranne le quattro qualificate alla Supercopa de España 2022                                |
| Secondo turno        | 3 dicembre  | 14-16 dicembre           | 28       | 60 → 32   | |
| Sedicesimi di finale | 17 dicembre | 4-6 gennaio              | 16       | 32 → 16   | Entrano le quattro qualificate alla Supercopa de España 2022                                                             |
| Ottavi di finale     | 7 gennaio   | 15-20 gennaio            | 8        | 16 → 8    | |
| Quarti di finale     | 21 gennaio  | 2-3 febbraio             | 4        | 8 → 4     | |
| Semifinali           | 4 febbraio  | 9-10 febbraio            | 2        | 4 → 2     | Incontri di andata e ritorno                                                                                             |
| Semifinali           | 4 febbraio  | 2-3 marzo                | 2        | 4 → 2     | Incontri di andata e ritorno                                                                                             |
| Finale               | 4 febbraio  | 23 aprile                | 1        | 2 → 1     | Match unico in uno stadio neutrale                                                                                       |

## Squadre partecipanti
Le seguenti squadre sono qualificate per la competizione. Le squadre riserve non sono ammesse.
| La Liga le 20 squadre della stagione 2020-2021 | Segunda División le 22 squadre (riserve escluse) della stagione 2020-2021 | Segunda División B le squadre dei gironi "Promozione in Segunda División" dal 1° al 3° posto e le migliori quarte classificate della stagione 2020-2021 escluse le squadre riserve | Tercera División la migliore squadra di ciascuno dei 18 gruppi "Promozione in Segunda División RFEF" della stagione 2020-2021 e le 14 migliori seconde, escluse le squadre riserve | Copa Federación le quattro semifinaliste dell'edizione 2021 | Leghe regionali i campioni di ognuna delle 20 federazioni territoriali nella stagione 2020-2021 |
| - Alavés - Athletic Bilbao - Atlético Madrid - Barcellona - Betis - Cadice - Celta Vigo - Eibar - Elche - Getafe - Granada - Huesca - Levante - Osasuna - Real Madrid - Real Sociedad - Real Valladolid - Siviglia - Valencia - Villarreal | - Albacete - Alcorcón - Almería - Cartagena FC - Castellón - Espanyol - Fuenlabrada - Girona - Las Palmas - Leganés - Lugo - Maiorca - Malaga - Mirandés - Ponferradina - Rayo Vallecano - Real Oviedo - Real Saragozza - Racing Santander - Sabadell - Sporting Gijón - Tenerife - UD Logroñés | - Alcoyano - Algeciras - Amorebieta - FC Andorra - Atlético Baleares - Atlético Sanluqueño - Badajoz - Burgos - Calahorra - Cornellà - Deportivo La Coruña - Extremadura UD - Gimnàstic - Ibiza - Internacional - Leonesa - Linares Deportivo - Racing Ferrol - Rayo Majadahonda - Real Unión - San Fernando CD - S.S. Reyes - SD Logroñés - Talavera de la Reina - Tudelano - UCAM Murcia - Unionistas - Zamora CF | - Águilas - Alzira - Andratx - Arenteiro - Atlético Mancha Real - Bergantiños - Brea - Cacereño - Calvo Sotelo - Cayón - Ceares - Cristo Atlético - Eldense - CE Europa - Gernika - Gimnástica Segoviana - Ibiza Islas Pitiusas - Llanera - Marchamalo - Mensajero - UD Montijo - Náxara - Panadería Pulido - Peña Sport - Pulpileño - Racing Rioja - San Juan - San Roque - Teruel - Unión Adarve - Vélez Sarsfield - Xerez | - Córdoba - Ebro - Guijuelo - Leioa                         | - 6 de Junio - Aldeano - Alicante - Atarfe Industrial - Atlético Espeleño - Hernani - Huracán Melilla - Injerto - Jaraíz - Laguna de Tenerife - Mollerussa - Mora - Nalón - Penya Independent - San Agustín de Guadalix - Solares - Unami - Utrillas - Victoria - Villa de Fortuna |

## Partite

### Turno preliminare interterritoriale
| Squadra 1               | Risultato       | Squadra 2         |
| ----------------------- | --------------- | ----------------- |
| 17 novembre 2021        |                 |                   |
| Nalón                   | 1 - 1 (3-4 dtr) | Solares           |
| Utrillas                | 2 - 0           | Injerto           |
| Aldeano                 | 1 - 3           | Unami             |
| Victoria                | 1 - 0           | Hernani           |
| San Agustín de Guadalix | 6 - 2           | Mora              |
| Alicante                | 7 - 1           | 6 de Junio        |
| Mollerussa              | 1 - 0           | Penya Independent |
| Villa de Fortuna        | 1 - 0           | Atlético Espeleño |
| Huracán Melilla         | 2 - 1           | Atarfe Industrial |
| Laguna de Tenerife      | 4 - 1           | Jaraíz            |

### Primo turno
Nel primo turno vengono accoppiate le dieci squadre vincitrici del turno preliminare a dieci squadre di Primera División. Le rimanenti sei squadre insieme alle ventidue di Segunda División vengono accoppiate con le quattro squadre provenienti dalla Copa Federación, con quattordici di Tercera División e dieci di Segunda División B. Infine le trentasei rimanenti di Segunda División B si affrontano tra loro. Nel caso in cui le squadre che si affrontano militano nella medesima categoria, la squadra di casa sarà decisa per sorteggio, altrimenti la squadra ospitante sarà quella che partecipa alla serie inferiore. Il primo turno si disputa dal 30 novembre al 2 dicembre.
| Squadra 1               | Risultato       | Squadra 2           |
| ----------------------- | --------------- | ------------------- |
| 30 novembre 2021        |                 |                     |
| Cayón                   | 0 - 2           | Huesca              |
| Marchamalo              | 0 - 1           | Real Valladolid     |
| Náxara                  | 0 - 1           | FC Andorra          |
| Laguna de Tenerife      | 0 - 7           | Granada             |
| Unami                   | 0 - 3           | Alavés              |
| Victoria                | 0 - 8           | Villarreal          |
| Racing Rioja            | 0 - 2           | Cartagena FC        |
| Teruel                  | 0 - 1           | Alcorcón            |
| Ceares                  | 0 - 1           | Sporting Gijón      |
| Atlético Sanluqueño     | 2 - 0           | Sabadell            |
| Águilas                 | 1 - 1 (3-5 dtr) | Almería             |
| Albacete                | 2 - 1 (dts)     | Racing Ferrol       |
| Badajoz                 | 0 - 3           | Alcoyano            |
| Ebro                    | 0 - 5           | Celta Vigo          |
| Mollerussa              | 1 - 5           | Getafe              |
| UD Montijo              | 0 - 1           | Burgos              |
| 1º dicembre 2021        |                 |                     |
| Mensajero               | 0 - 1           | Real Saragozza      |
| Bergantiños             | 2 - 0           | Tudelano            |
| Algeciras               | 1 - 2           | Unionistas          |
| Brea                    | 0 - 2           | Ibiza               |
| Córdoba                 | 0 - 1 (dts)     | Siviglia            |
| Gimnástica Segoviana    | 0 - 2 (dts)     | Maiorca             |
| Solares                 | 2 - 3           | Espanyol            |
| San Juan                | 1 - 2           | San Sebastian Reyes |
| Alzira                  | 0 - 1           | Fuenlabrada         |
| Andratx                 | 2 - 1           | Real Oviedo         |
| Atlético Mancha Real    | 2 - 1           | Internacional       |
| UCAM Murcia             | 3 - 4 (dts)     | Deportivo La Coruña |
| Talavera de la Reina    | 2 - 0           | Cornellà            |
| Arenteiro               | 2 - 1           | SD Logroñés         |
| Cacereño                | 1 - 2           | Ponferradina        |
| Calahorra               | 1 - 1 (4-5 dtr) | Atlético Baleares   |
| CE Europa               | 0 - 1           | Amorebieta          |
| Extremadura UD          | 1 - 4           | Zamora CF           |
| Linares Deportivo       | 0 - 0 (6-5 dtr) | Gimnàstic           |
| San Fernando CD         | 2 - 3           | Leonesa             |
| Alicante                | 0 - 4           | Betis               |
| Panadería Pulido        | 0 - 4           | Real Sociedad       |
| San Roque               | 0 - 3           | Mirandés            |
| 2 dicembre 2021         |                 |                     |
| Vélez CF                | 2 - 3           | Las Palmas          |
| Gernika                 | 1 - 2           | Eibar               |
| Guijuelo                | 1 - 1 (3-4 dtr) | Rayo Vallecano      |
| Huracán Melilla         | 0 - 8           | Levante             |
| San Agustín de Guadalix | 0 - 4           | Osasuna             |
| Peña Sport              | 0 - 3           | Malaga              |
| Utrillas                | 0 - 3           | Valencia            |
| Leioa                   | 0 - 2           | Elche               |
| Llanera                 | 2 - 1           | UD Logroñés         |
| Cristo Atlético         | 2 - 0           | Real Unión          |
| Calvo Sotelo            | 1 - 5           | Girona              |
| Pulpileño               | 0 - 1           | Castellón           |
| Unión Adarve            | 2 - 2 (3-4 dtr) | Lugo                |
| Eldense                 | 0 - 1           | Rayo Majadahonda    |
| Xerez                   | 1 - 2           | Leganés             |
| Ibiza Islas Pitiusas    | 1 - 2 (dts)     | Tenerife            |
| Villa de Fortuna        | 0 - 7           | Cadice              |

### Secondo turno
Al secondo turno partecipano le 56 squadre vincitrici del primo turno. Il sorteggio è stato effettuato il 3 dicembre.
| Squadra 1            | Risultato       | Squadra 2      |
| -------------------- | --------------- | -------------- |
| 14 dicembre 2021     |                 |                |
| FC Andorra           | 1 - 2 (dts)     | Celta Vigo     |
| San Sebastian Reyes  | 0 - 0 (4-5 dtr) | Fuenlabrada    |
| Huesca               | 0 - 1           | Girona         |
| Rayo Majadahonda     | 1 - 0           | Malaga         |
| Real Saragozza       | 2 - 0           | Burgos         |
| Alcoyano             | 3 - 3 (3-1 dtr) | Levante        |
| Linares Deportivo    | 2 - 1           | Alavés         |
| Cristo Atlético      | 1 - 2           | Espanyol       |
| 15 dicembre 2021     |                 |                |
| Andratx              | 1 - 1 (5-6 dtr) | Siviglia       |
| Bergantiños          | 1 - 3           | Rayo Vallecano |
| Zamora CF            | 0 - 3           | Real Sociedad  |
| Leonesa              | 2 - 3 (dts)     | Leganés        |
| Castellón            | 1 - 2           | Cartagena FC   |
| Sporting Gijón       | 2 - 1 (dts)     | Alcorcón       |
| Ponferradina         | 2 - 1 (dts)     | Ibiza          |
| Real Valladolid      | 3 - 1           | Las Palmas     |
| Atlético Sanluqueño  | 1 - 7           | Villarreal     |
| Tenerife             | 1 - 2           | Eibar          |
| Unionistas           | 0 - 1           | Elche          |
| 16 dicembre 2021     |                 |                |
| Amorebieta           | 1 - 2           | Almería        |
| Arenteiro            | 1 - 3 (dts)     | Valencia       |
| Talavera de la Reina | 2 - 4 (dts)     | Betis          |
| Llanera              | 0 - 6           | Maiorca        |
| Lugo                 | 1 - 2           | Mirandés       |
| Albacete             | 0 - 1           | Cadice         |
| Atlético Baleares    | 5 - 0           | Getafe         |
| Deportivo La Coruña  | 1 - 2           | Osasuna        |
| Atlético Mancha Real | 1 - 0           | Granada        |

### Sedicesimi di finale
| Squadra 1            | Risultato       | Squadra 2       |
| -------------------- | --------------- | --------------- |
| 4 gennaio 2022       |                 |                 |
| Ponferradina         | 1 - 1 (1-3 dtr) | Espanyol        |
| 5 gennaio 2022       |                 |                 |
| Cartagena FC         | 1 - 2           | Valencia        |
| Eibar                | 1 - 2           | Maiorca         |
| Leganés              | 2 - 3           | Real Sociedad   |
| Linares Deportivo    | 1 - 2           | Barcellona      |
| Atlético Baleares    | 2 - 1           | Celta Vigo      |
| Mirandés             | 0 - 1           | Rayo Vallecano  |
| Real Valladolid      | 0 - 3           | Betis           |
| Alcoyano             | 1 - 3           | Real Madrid     |
| 6 gennaio 2022       |                 |                 |
| Fuenlabrada          | 0 - 1           | Cadice          |
| Girona               | 1 - 0           | Osasuna         |
| Sporting Gijón       | 2 - 1           | Villarreal      |
| Real Saragozza       | 0 - 2           | Siviglia        |
| Almería              | 1 - 2           | Elche           |
| Atlético Mancha Real | 0 - 2           | Athletic Bilbao |
| Rayo Majadahonda     | 0 - 5           | Atlético Madrid |

### Ottavi di finale
| Squadra 1         | Risultato       | Squadra 2       |
| ----------------- | --------------- | --------------- |
| 15 gennaio 2022   |                 |                 |
| Maiorca           | 2 - 1           | Espanyol        |
| Sporting Gijón    | 0 - 0 (2-4 dtr) | Cadice          |
| Girona            | 1 - 2           | Rayo Vallecano  |
| 16 gennaio 2022   |                 |                 |
| Atlético Baleares | 0 - 1           | Valencia        |
| Betis             | 2 - 1           | Siviglia        |
| 19 gennaio 2022   |                 |                 |
| Real Sociedad     | 2 - 0           | Atlético Madrid |
| 20 gennaio 2022   |                 |                 |
| Elche             | 1 - 2 (dts)     | Real Madrid     |
| Athletic Bilbao   | 3 - 2 (dts)     | Barcellona      |

### Quarti di finale
| Squadra 1       | Risultato | Squadra 2   |
| --------------- | --------- | ----------- |
| 2 febbraio 2022 |           |             |
| Rayo Vallecano  | 1 - 0     | Maiorca     |
| Valencia        | 2 - 1     | Cadice      |
| 3 febbraio 2022 |           |             |
| Real Sociedad   | 0 - 4     | Betis       |
| Athletic Bilbao | 1 - 0     | Real Madrid |

### Semifinali
| Squadra 1                  | Totale | Squadra 2 | Andata | Ritorno |
| -------------------------- | ------ | --------- | ------ | ------- |
| 9 febbraio / 3 marzo 2022  |        |           |        |         |
| Rayo Vallecano             | 2 - 3  | Betis     | 1 - 2  | 1 - 1   |
| 10 febbraio / 2 marzo 2022 |        |           |        |         |
| Athletic Bilbao            | 1 - 2  | Valencia  | 1 - 1  | 0 - 1   |

### Finale
| Arbitro: | Alejandro Hernández Hernández |

|                                           |                      |                               |
| Iglesias 11’                              | Marcatori            | 30’ Duro                      |
| Willian J. Joaquín Guardado Tello Miranda | Tiri di rigore 5 – 4 | Soler Račić Guedes Musah Gayà |

## Statistiche
- Miglior attacco: Betis (21)
- Partita con più reti: 4 partite[8] (8)
- Partita con maggiore scarto di reti: Victoria – Villarreal 0-8, Huracán Melilla – Levante 0-8 (8)